# Claudius Fischbach
Claudius R. Fischbach (* 1960 in Gummersbach) ist ein deutscher Diplomat. Er war ab 2016 Botschafter in Asunción (Paraguay) und ab 2020 Botschafter in Doha (Katar). Seit 2023 ist er deutscher Botschafter in Togo.

## Leben
Nach dem Abitur studierte Claudius Fischbach von 1979 bis 1985 Geschichte, Philosophie und Anglistik in Münster, Freiburg und Paris und promovierte anschließend bis 1989 bei Hans-Ulrich Thamer in Neuerer Geschichte zum Thema Krieg und Frieden in der französischen Aufklärung.
Fischbach hat drei erwachsene Söhne.

## Laufbahn
Claudius Fischbach trat 1989 in den Auswärtigen Dienst ein und war nach Abschluss der Ausbildung von 1991 bis 1992 Referent in der Außenpolitischen Abteilung des Bundespräsidialamtes. Von 1992 bis 1995 war er Leiter des Kultur- und Pressereferats an der Deutschen Botschaft Teheran (Iran). Danach beschäftigte er sich in der Politischen Abteilung des Auswärtigen Amtes in Berlin mit gesamteuropäischen politischen Strukturen. 1998 wurde er an die Deutsche Botschaft Washington D.C., USA versetzt und war dort zunächst Stellvertretender Referatsleiter der Presseabteilung und dann Mitarbeiter der Politischen Abteilung. Zurück im Auswärtigen Amt in Berlin wurde Fischbach 2002 Stellvertretender Referatsleiter Exportkontrollen im nicht-konventionellen Bereich. Von 2006 bis 2009 war er Ständiger Vertreter des Botschafters in Rabat, Marokko. Danach war er im Planungsstab des Auswärtigen Amtes und wurde 2011 dessen stellvertretender Leiter.
2013 wurde Fischbach als Gesandter an die Botschaft in Brasília versetzt, ging von dort im Juli 2016 als Botschafter nach Asunción (Paraguay) und wurde 2020 Botschafter in Doha (Katar). 2023 wurde er deutscher Botschafter in Lomé (Togo).

## Weblink/Quelle
- Lebenslauf. In: Webseite der Deutschen Botschaft Lomé. Auswärtiges Amt, 1. September 2020, abgerufen am 8. Januar 2022.